# Põvvatu
Põvvatu – wieś w Estonii, w prowincji Tartu, w gminie Luunja.